# ケンワイン・ジョーンズ
ケンワイン・ジョエル・ジョーンズ（Kenwyne Joel Jones, 1984年10月5日 - ）は、トリニダード・トバゴ・トリニダード島ポイント・フォーティン出身の元同国代表サッカー選手。ポジションはフォワード。

## 経歴
母国のクラブでプロデビューした。19歳の時にレンジャーズFC、トッテナム・ホットスパーFC、ウェストハム・ユナイテッドFC、パナシナイコスFCとの競合の末、セント・メリーズ・スタジアムでのトライアルを経て2004年4月26日にサウサンプトンFCと契約。ドワイト・ヨーク、シャカ・ヒスロップに続きプレミアリーグでプレーする3人目のトリニダード・トバゴ人となった。
2014年1月28日、ピーター・オデムウィンギーとのトレードでカーディフ・シティFCへ移籍。
2016年7月15日、2017シーズンからMLS参入予定のアトランタ・ユナイテッドFCへ加入することが発表された。

## 人物
- もともとは、中央のポジションならGK以外はどこでもこなせるユーティリティープレイヤーだった。なお、2001年に自国で開催されたFIFA U-17世界選手権ではDF登録であり、主にCBとしてプレーしていた。イングランドに渡ってからはフォワード（CF）一本に専念している。
- クラブでは長身を生かし、ポストプレーヤーとなる。また、セットプレーの際には自陣まで戻って守備をする。
- 「ニュー・ドログバ」とも呼ばれる[6]。

## 代表歴

### 出場大会
- トリニダード・トバゴ代表
  - 2006 FIFAワールドカップ

### 試合数
- 国際Aマッチ 91試合 23得点（2003年-2017年）[7]

| トリニダード・トバゴ代表 | 国際Aマッチ | 国際Aマッチ |
| 年                       | 出場        | 得点        |
| ------------------------ | ----------- | ----------- |
| 2003                     | 1           | 0           |
| 2004                     | 12          | 0           |
| 2005                     | 12          | 1           |
| 2006                     | 8           | 2           |
| 2007                     | 0           | 0           |
| 2008                     | 3           | 1           |
| 2009                     | 10          | 0           |
| 2010                     | 0           | 0           |
| 2011                     | 4           | 3           |
| 2012                     | 0           | 0           |
| 2013                     | 12          | 6           |
| 2014                     | 8           | 5           |
| 2015                     | 10          | 4           |
| 2016                     | 8           | 1           |
| 2017                     | 3           | 0           |
| 通算                     | 91          | 23          |

## タイトル

### クラブ
ボーンマス
- フットボールリーグ・チャンピオンシップ : 2014-15

### 個人
- サンダーランド年間最優秀選手 : 2007-08
- トリニダード・トバゴサッカー協会年間最優秀選手 : 2007